# Luzenac
Luzenac is een gemeente in het Franse departement Ariège in de regio Occitanie en telt 643 inwoners (2005). De plaats maakt deel uit van het arrondissement Foix. Luzenac AP is de lokale voetbalclub.

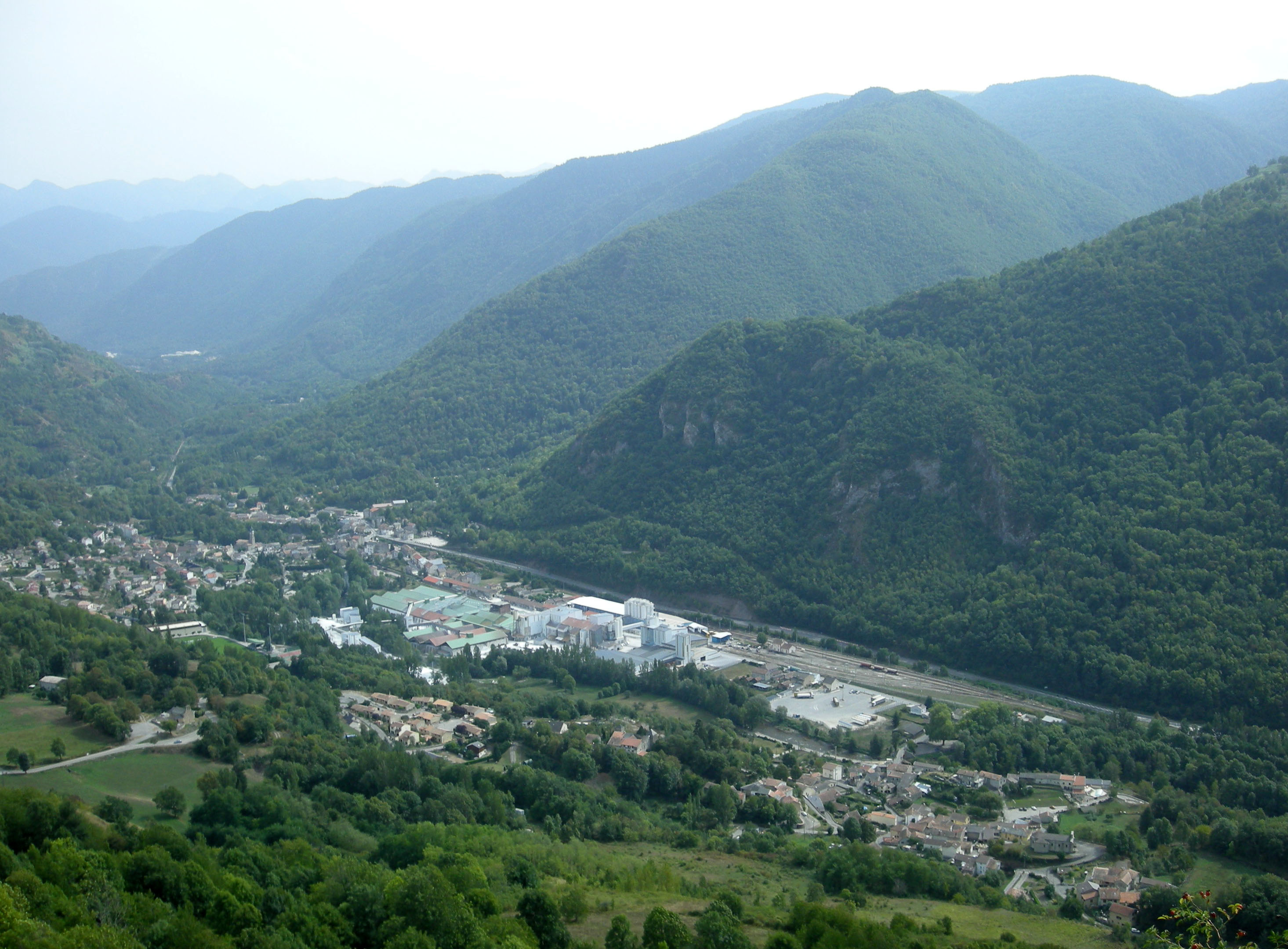
Luzenac
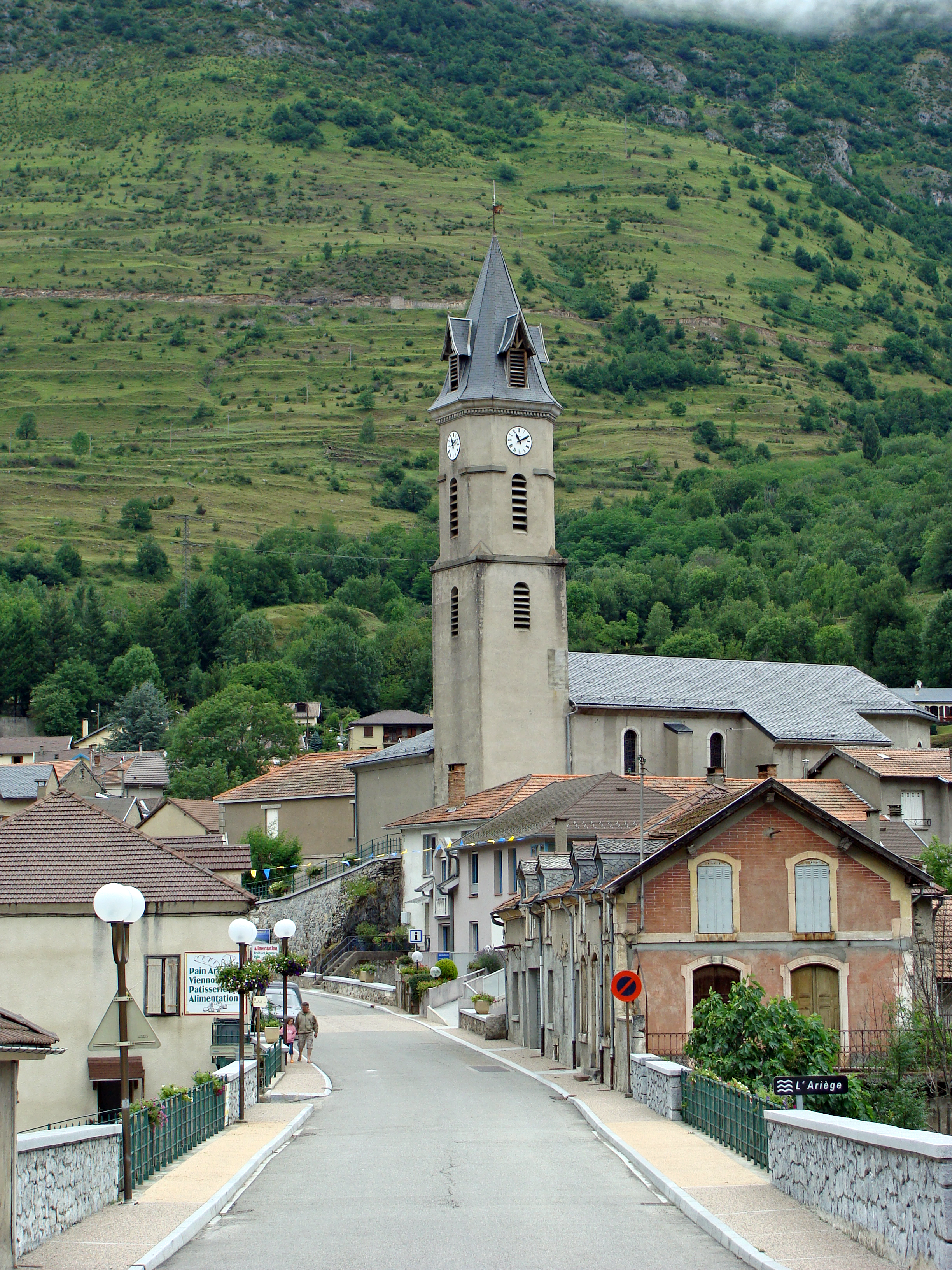
Straat in Luzenac

## Geografie
De oppervlakte van Luzenac bedraagt 26,5 km², de bevolkingsdichtheid is 24,3 inwoners per km².

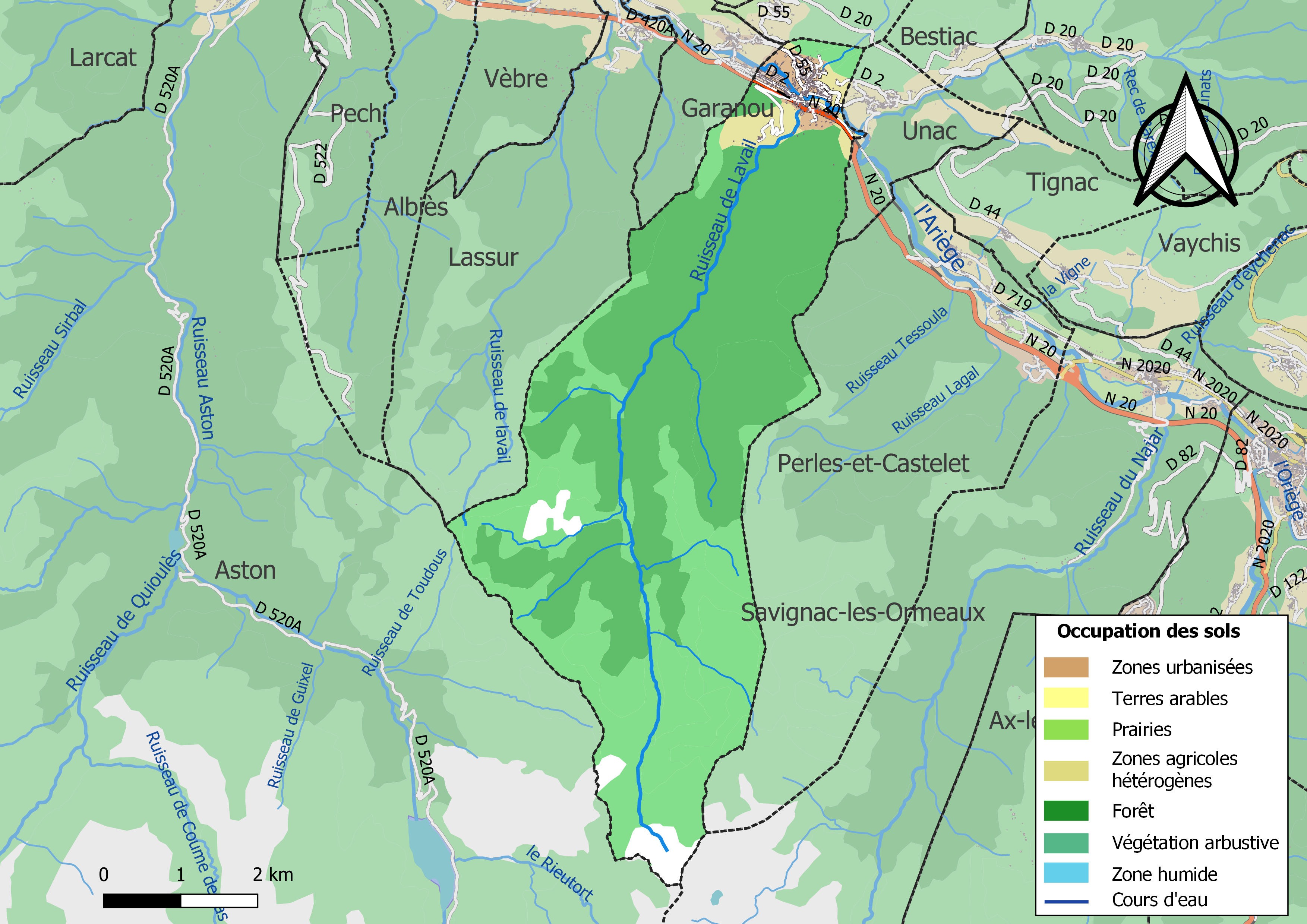
Kaart van de gemeente met de belangrijkste infrastructuur, bodemgebruik en omliggende gemeenten

## Verkeer en vervoer
In de gemeente ligt spoorwegstation Luzenac - Garanou.

## Demografie
Onderstaande figuur toont het verloop van het inwonertal (bron: INSEE-tellingen).

Vanwege een beveiligingsprobleem met de MediaWiki Graph-software is het momenteel niet mogelijk deze grafiek weer te geven. Zodra de software is bijgewerkt zal de grafiek vanzelf weer zichtbaar worden.